# Бен Ференц
Бенджамин Берел Ференц (на английски: Benjamin Berell Ferencz), повече известен с краткото Бен Ференц, е американски международен юрист и пацифист от унгарско-румънски еврейски произход.

## Биография
Роден е в еврейско семейство в гр. Сатмар (днес Сату Маре) в региона Трансилвания, Кралство Унгария, който регион по силата на Трианонския договор само след 3 месеца е предаден на Кралство Румъния. За да избегне гонения срещу евреите, семейството му емигрира от страната, когато е едва на 10 месеца. Установяват се в Ню Йорк, САЩ.
Завършва висшия Градски колеж на Ню Йорк (City College of New York) и после Харвардското юридическо училище (Harvard Law School) през 1943 г.
След следването си постъпва на военна служба. Изпратен е (1945) в Европа, където след Втората световна война се проявява като следовател при събирането и защитата на доказателства за престъпленията на Нацистка Германия в нейните концлагери. Уволнен е от военна служба със звание сержант и демобилизиран на Коледа с.г.
Само след няколко седмици е мобилизиран като прокурор в Последващите (Малките) нюрнбергски процеси. Става главен прокурор от Армията на САЩ на Нюрнбергския процес по делото за айнзацгрупите (1947 – 1948).
Завръща се в САЩ (1952) и се заема с частна адвокатска практика. По-късно работи за установяването на международен правов ред и за създаване на Международния наказателен съд. Работи като адюнкт-професор по международно право в частния университет „Пейс“ (Pace University) в Ню Йорк от 1985 по 1996 г.